# Hoya alexicaca
Hoya alexicaca is een plant uit de maagdenpalmfamilie (Apocynaceae).
De plant wordt gevonden in India. Het is een epifyt met uitlopers waarvan de ranken zich slingeren om heesters en bomen. De plant heeft slanke stelen en hangende takken.
De plant bloeit van januari tot mei in trossen van vele witte bloemen met een geel hart waarna een grote samengestelde vrucht kan ontstaan. De bladeren zijn ovaal en gepunt en effen groen.